# János brit királyi herceg
János Károly Ferenc (York Cottage, Norfolk, 1905. július 12. – 1919. január 18.) brit királyi herceg, a későbbi V. György brit király fia.

## Családja
János Károly Ferenc York Cottage-ban, a Sandringham-birtokon, az angliai Norfolk megyében, György walesi herceg, a későbbi V. György brit király és Teck Mária brit királyné hat gyermeke közül legfiatalabbként.
János fivérei és nővére, születési sorrendben: Eduárd Albert Krisztián György András Patrik Dávid, walesi herceg, később VIII. Eduárd néven brit király, Albert Frigyes Artúr György yorki herceg, később VI.György néven brit uralkodó, Viktória Alexandra Alíz Mária, Henrik Vilmos Frigyes Albert, Gloucester hercege és György Eduárd Sándor Edmund kenti herceg.
Születése pillanatában a herceg a hatodik volt a trónöröklési sorban. A kisfiút 1905. augusztus 3-án, a Szent Mária Magdolna Templomban keresztelték meg, Sandringhamben. Keresztszülei Portugália királya, I. Károly, Spárta hercege és felesége, Zsófia görög királyné, valamint Károly dán herceg és Sándor tecki herceg, illetve János, Schleswig-Holstein-Sondenburg-Glücksburg hercege és Sándor Vilmos György, Fife hercege volt.

## Betegsége
János hercegnél először négyéves korában jelentkeztek epileptikus rohamok, amelyek miatt még édesapja koronázásán sem tudott megjelenni 1911. június 22-én. Az orvos vizsgálatok szerint szellemileg is visszamaradott volt a gyermek. Tizenkét esztendős korára fizikai állapota már annyira megromlott, hogy szülei és orvosai jobbnak látták, ha attól kezdve teljesen visszavonultan, a nyilvánosság elől elzárva él majd a királyi család sandringhami birtokán, az úgynevezett Wood Farmon.
Itt egy egyszerű házban, dadája állandó gondoskodása mellett élt. A dadát Charlotte Billnek hívták, de a királyi család csak Lallának becézte őt. A nő nagyon szerette a herceget, ragaszkodott hozzá, sokat törődött vele. Kocsisa Thomas Haverly volt, aki a windsori kastély személyzetéhez tartozott.

## Élete vidéken
A Wood Farmon a hercegnek saját szakácsnője és szobalánya is volt, valamint egy magántanára, Henry Peter Hansell. Egy közeli kertet akkoriban neveztek el János herceg kertjének, mivel a kisfiú legtöbbször azon a számára elkülönített kis füves részen érezte magát a legjobban. Az ottani kertészek szívesen segítettek a hercegnek gondozni a területet. Bent a házban a hercegnek számos könyve volt, és olyan kedvelt játékok, mint egy pedálos autó vagy egy játékvasút. A családi fényképeken a herceg segítség nélkül üli meg a lovat, és kerékpározik is. Játszótársa Winifred Thomas, egy sandringhami lovaglómester, George Stratton unokahúga volt. A kislány még később is élénken emlékezett a herceg édesanyjára, Mária királynéra, akit szerető szülőként ismert meg, amikor az asszony időnként meglátogatta Jánost.

## György, Kent 1. hercege leszármazottai
A részleges családfán megjelenítettük a Kent hercege cím öröklésében fontos személyeket. Feltüntettük azokat, akikről (2024) született magyar szócikk.
- V. György brit király (1865. június 3. – 1936. január 20.) Felesége: Teck Mária
  - VIII. Eduárd brit király
  - VI. György brit király
  - Mária brit királyi hercegnő
  - Henrik Gloucester 1. hercege (1900. március 31. - 1974. június 10.)
    - innen lásd Gloucester hercege

  - György, Kent 1. hercege (1902. december 20. - 1942. augusztus 25.) Felesége: Marina görög hercegnő (1906 – 1968)
    - Eduárd, Kent 2. hercege (1935. október 9. – ) Felesége: Katalin kenti hercegné[4] (1933 –)
      - George Windsor[5], St Andrews grófja (1962. június 26–) Felesége: Sylvana Tomaselli (1957–)
        - Edward Windsor[4], Lord Downpatrick (1988. december 2. –)
        - Marina Windsor[4] (1992. szeptember 30.–)
        - Amelia Windsor (1995. augusztus 24.–)

      - Helen Taylor (1964–) Férje: Timothy Verner Taylor (1963–)
        - négy gyerek

      - Nicholas Windsor (1970–) Felesége: Paola Louise Marica Doimi de Lupis
        - három gyerek

    - Alexandra (1936–) Férje: Angus Ogilvy (1928–2004)
      - James Ogilvy (1964–) Felesége: Julia Rawlinson
        - két gyerek

    - Mihály brit királyi herceg[6]
      - Frederick Windsor (1979–)
        - Maud Windsor (–2013)
        - Isabella Windsor (–2016)

      - Marina Ogilvy (1966–) Férje: Paul Mowatt (1990 – 1997)

  - János brit királyi herceg (1905-1919)